# Marie của Hessen và Rhein
Marie của Hessen và Rhein (tiếng Đức: Marie von Hessen und bei Rhein; tiếng Anh: Marie of Hesse and by Rhine; tên đầy đủ: Marie Victoria Feodore Leopoldine; 24 tháng 5 năm 1874 – 16 tháng 11 năm 1878) là người con thứ bảy của Ludwig IV của Hessen và Rhein và Alice của Liên hiệp Anh. Alice là con gái thứ hai của Victoria I của Liên hiệp Anh. Marie qua đời vì bệnh bạch hầu và được chôn cất cùng mẹ, người cũng qua đời vài tuần sau đó vì căn bệnh tương tự.

## Thân thế

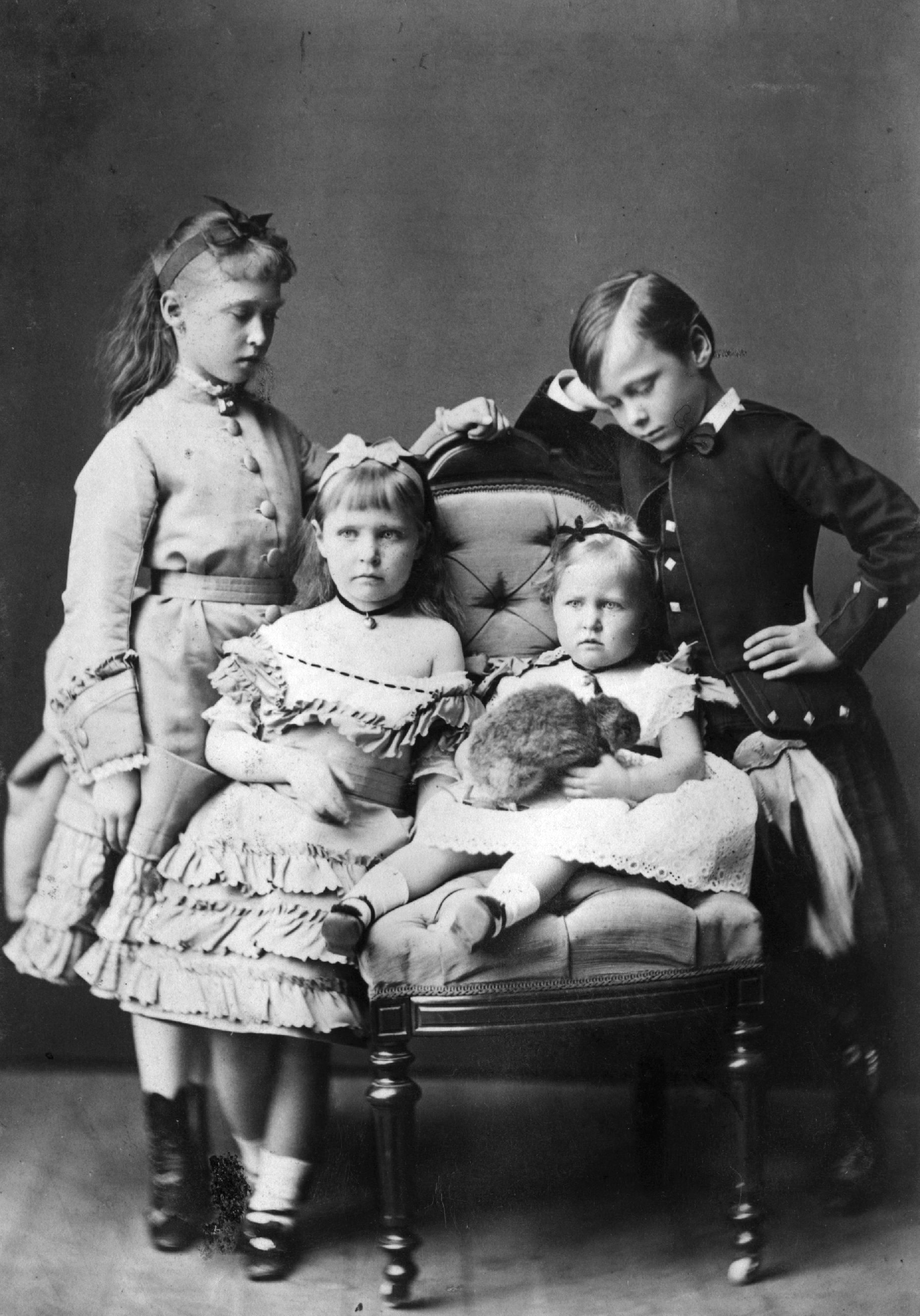
Marie cùng với ba anh chị lớn là Irene, Alix và Ernst. Ảnh chụp năm 1876

Marie sinh ngày 24 tháng 5 năm 1874 tại Cung điện Mới ở Darmstadt, là con gái thứ năm và là người con út trong gia đình bảy người con của Ludwig IV của Hessen và Rhein và Alice của Liên hiệp Anh. Thông qua mẹ, Marie là cháu ngoại của Victoria I của Liên hiệp Anh và Albrecht xứ Sachsen-Coburg và Gotha.
Các anh chị của Marie là Victoria, Elisabeth, Irene, Ernst, Friedrich và Alix của Hessen và Rhein, trong đó người anh trai Friedrich đã qua đời trước khi Marie được sinh ra. Thông qua người chị gái lớn Victoria, Marie là bà dì của Philippos của Hy Lạp và Đan Mạch, Công tước xứ Edinburgh, chồng của Elizabeth II của Liên hiệp Anh và thông qua chị gái Alix, Marie là dì của Olga, Tatyana, Mariya, Anastasiya và Aleksey của Nga.

## Thời thơ ấu

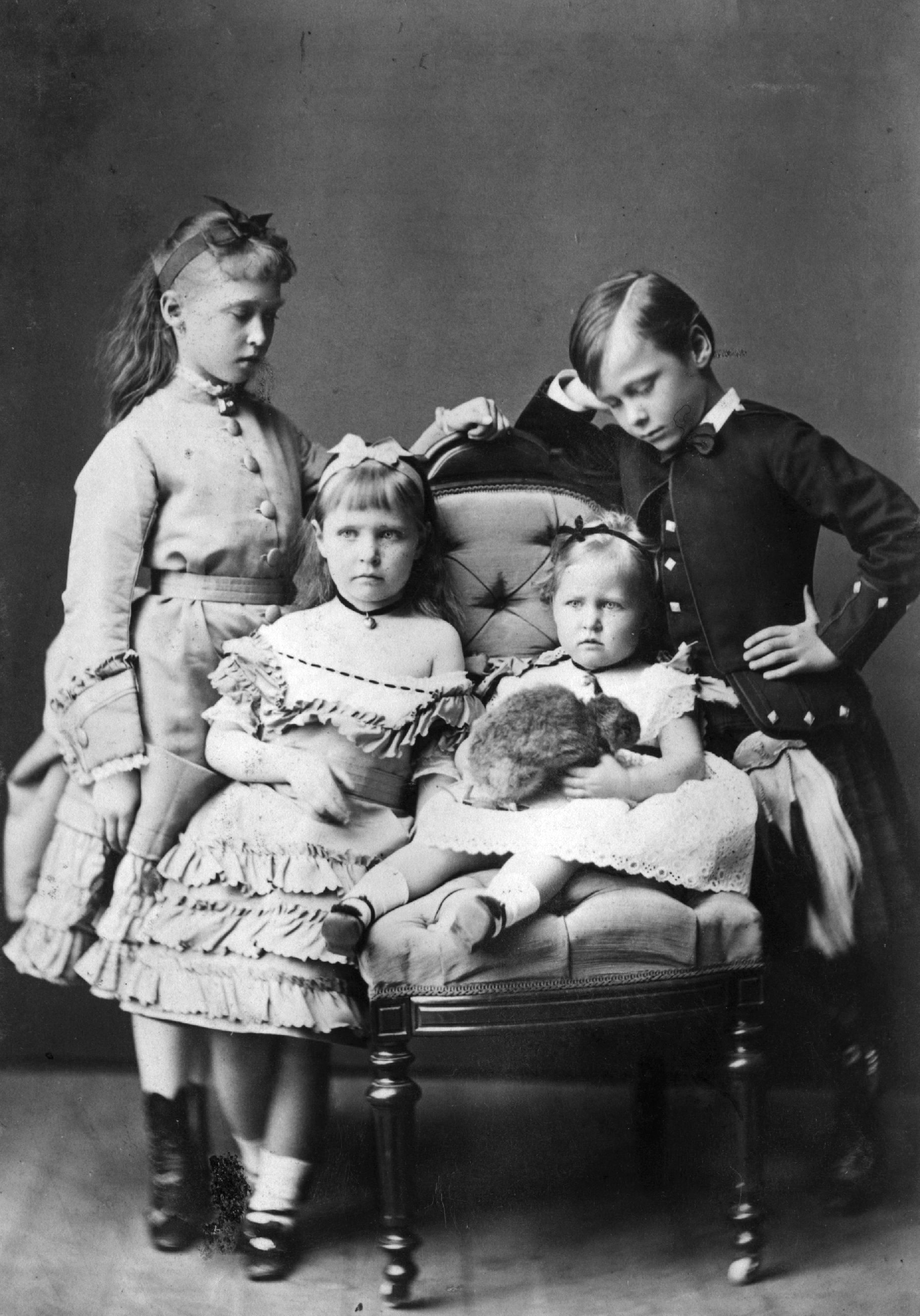
Ảnh chụp Marie và các anh chị: Irene, Ernst và Alix.

Marie được sinh ra sau khi người anh trai Friedrich qua đời được một năm. Ngày 11 tháng 7 năm 1874, Đại Công tằng tôn nữ được rửa tội ở Jugenheim, gần Darmstadt và được đặt tên là Marie Victoria Feodore Leopoldine. Cha mẹ đỡ đầu của Marie là bà ngoại, tức là Victoria I của Liên hiệp Anh (đại diện bởi bà nội là Elisabeth của Phổ theo mong muốn của Nữ vương) và mợ là Mariya Aleksandrovna của Nga, Công tước phu nhân xứ Edinburgh. Ngoài ra trong lễ rửa tội còn có sự hiện diện của Hoàng hậu Nga và cậu của Đại Công tằng tôn nữ là Alfred của Liên hiệp Anh, Công tước xứ Edinburgh.

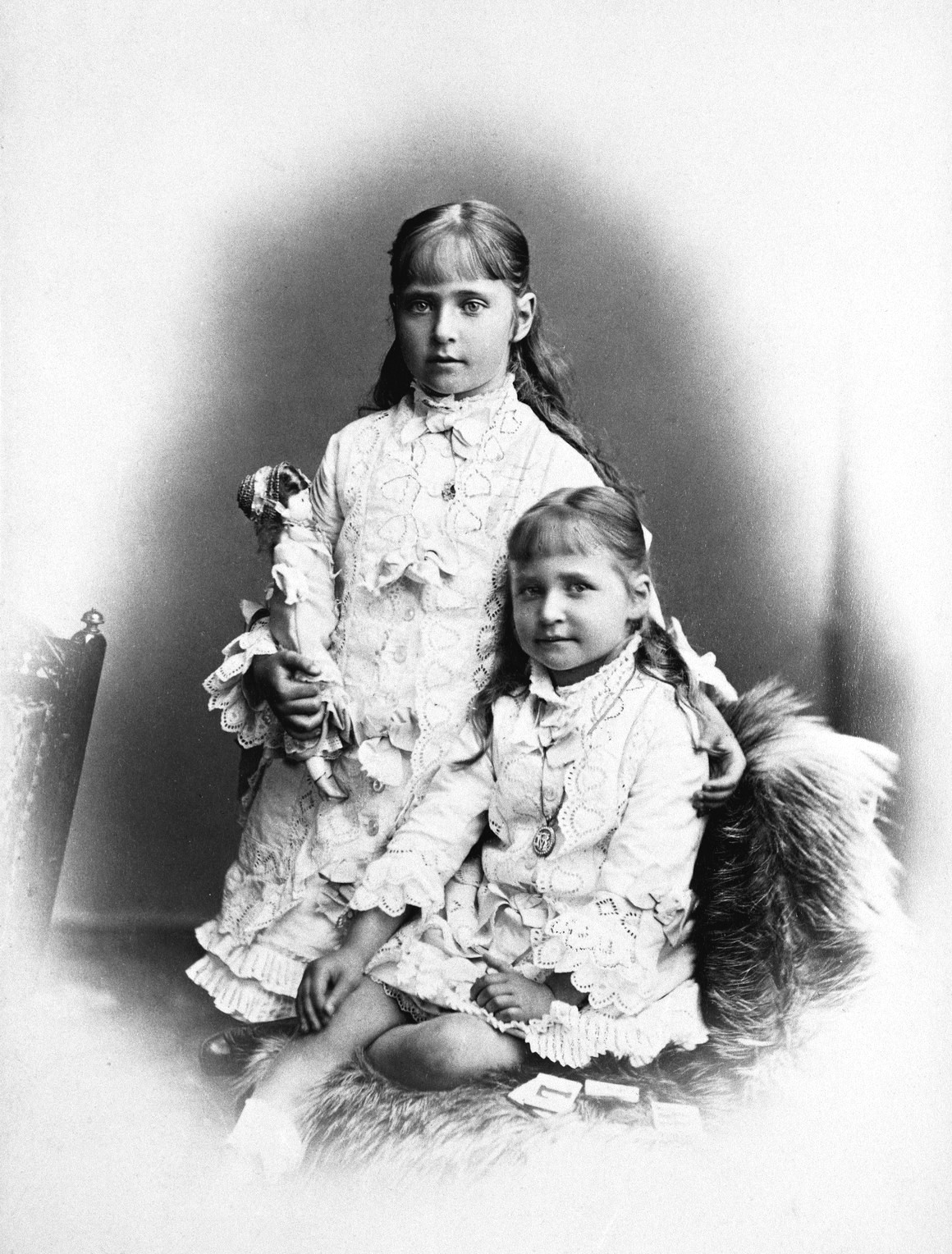
Marie và chị gái Alix của Hessen và Rhein. Ảnh chụp tháng 7 năm 1878

Trong gia đình, Marie được gọi với cái tên là "May" hoặc "Maly". Alice đã tự mình cho con bú. Tuy nhiên, Nữ vương Victoria vốn phản đối chuyện các con gái của mình cho con bú, khiến cho Alice và chị gái Victoria từng phải giấu mẹ chuyện mình cho con bú và thậm chí Vương nữ Victoria còn cho Friedrich, con trai của Alice bú mớm khi Alice bị bệnh. Khi bị phát hiện, Nữ vương đã chỉ trích các con thậm tệ rằng: "Điều này khiến mẹ kinh sợ khi các con gái của mẹ trở thành những con bò cái". Thậm chí, Nữ vương còn từng đặt tên cho một con bò của mình ở Balmoral là "Princess Alice" theo tên của con gái khi biết Alice tự mình cho con gái thứ Elisabeth bú. Đối mặt với chỉ trích của mẹ về việc cho Marie bú, Vương nữ đã giải bày với mẹ rằng:
| “ | Having no cow, or country place to keep one, in this tremendous heat where one can't keep milk, and dysentery carries off so many babies, it would not be fair to deprive the poor little thing of its natural and safest nourishment till the hot months are over. These, darling Mama, are my reasons, and though I do it with such pleasure, yet it is not without sacrifices of comfort and convenience,...; but it seems to me the best course to take for our children, and as we are situated. | ” |

| “ | Ở nơi con ở hiện không có một con bò nào, hay một miền quê nào có chăn muôi bò, với cái nóng khủng khiếp nơi đây thì không ai có thể trữ sữa, và căn bệnh tiêu chảy đã lấy đi sinh mạng của quá nhiều trẻ sơ sinh, sẽ thật không công bằng khi chối bỏ nguồn dinh dưỡng tự nhiên và an toàn nhất mà sinh vật nhỏ bé này có được cho đến khi những tháng ngày oi bức qua đi. Thưa mẹ yêu dấu, đây là những lý do của con, và mặc dù con đã làm điều này với tất cả niềm vui, không thể phủ nhận rằng bản thân phải hy sinh sự thoải mái và tiện lợi của chính mình,...; nhưng đối với con thì đây là cách tốt nhất mà con có thể làm cho con của con, trong tình cảnh hiện tại của chúng con. | ” |

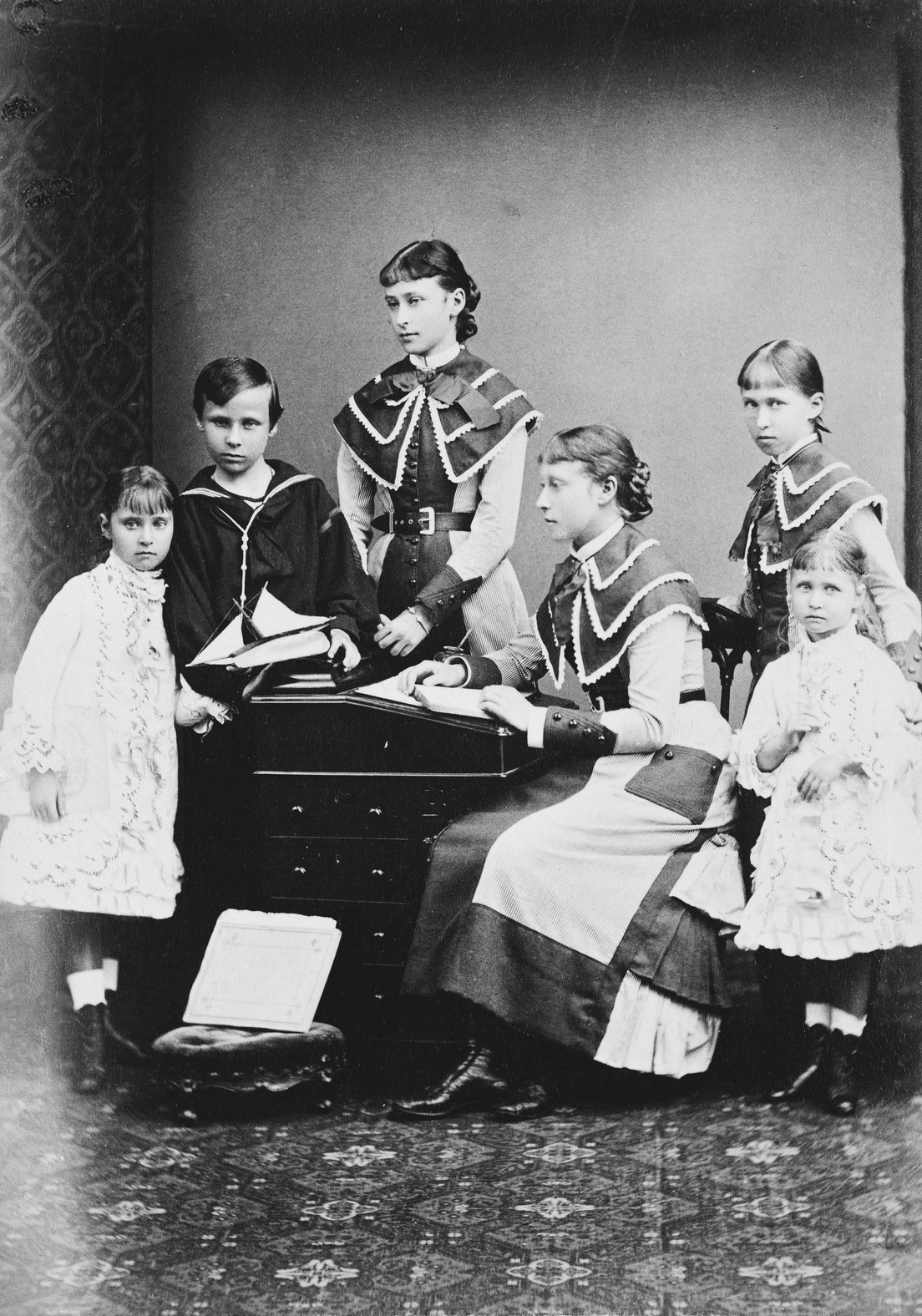
Anh chị em nhà Hessen. Ảnh chụp tháng 7 năm 1878.

Trong một lá thư gửi Nữ vương Victoria, Alice đã nhận xét con gái rất giống người anh trai Friedrich đã khuất:
| “ | and sweet little "sister Maly" sits up quite alone, and is very neat and rosy, with such quick eyes, and two deep dimples in her cheeks — a great pet, and so like my poor Frittie. | ” |

| “ | và cô "em gái Maly" ngồi đó một mình, trong rất ngay ngắn và hồng hào, với đôi mắt lém lỉnh, và hai lúm đồng tiền sâu trên má — một đứa trẻ đáng yêu, thật là giống với Frittie xấu số. | ” |

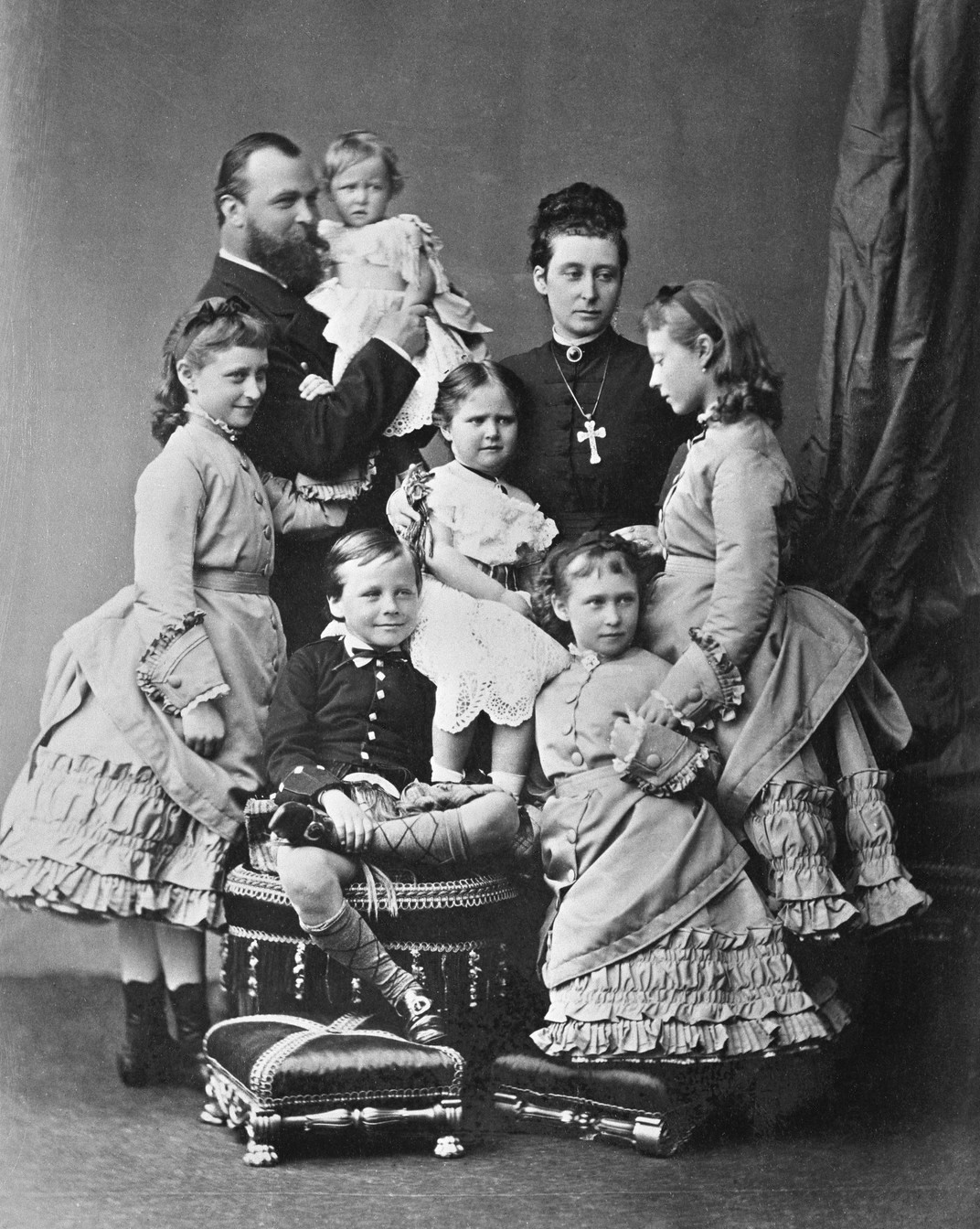
Gia đình nhà Hessen, năm 1876.

Trong một lá thư khác được viết vào ngày 15 tháng 9, Alice đã mô tả con gái như sau:
| “ | Baby has a very fair skin, light-brown hair and deep-blue eyes with marked eyebrows, not much color in her cheeks, but pink and healthy-looking altogether. | ” |

| “ | Đứa bé có làn da trắng, mái tóc màu nâu nhạt và đôi mắt xanh lam sâu thẳm với hàng chân mày rõ nét, hông có nhiều sắc màu trên hai má của con bé, nhưng hồng hào và trông khỏe mạnh. | ” |

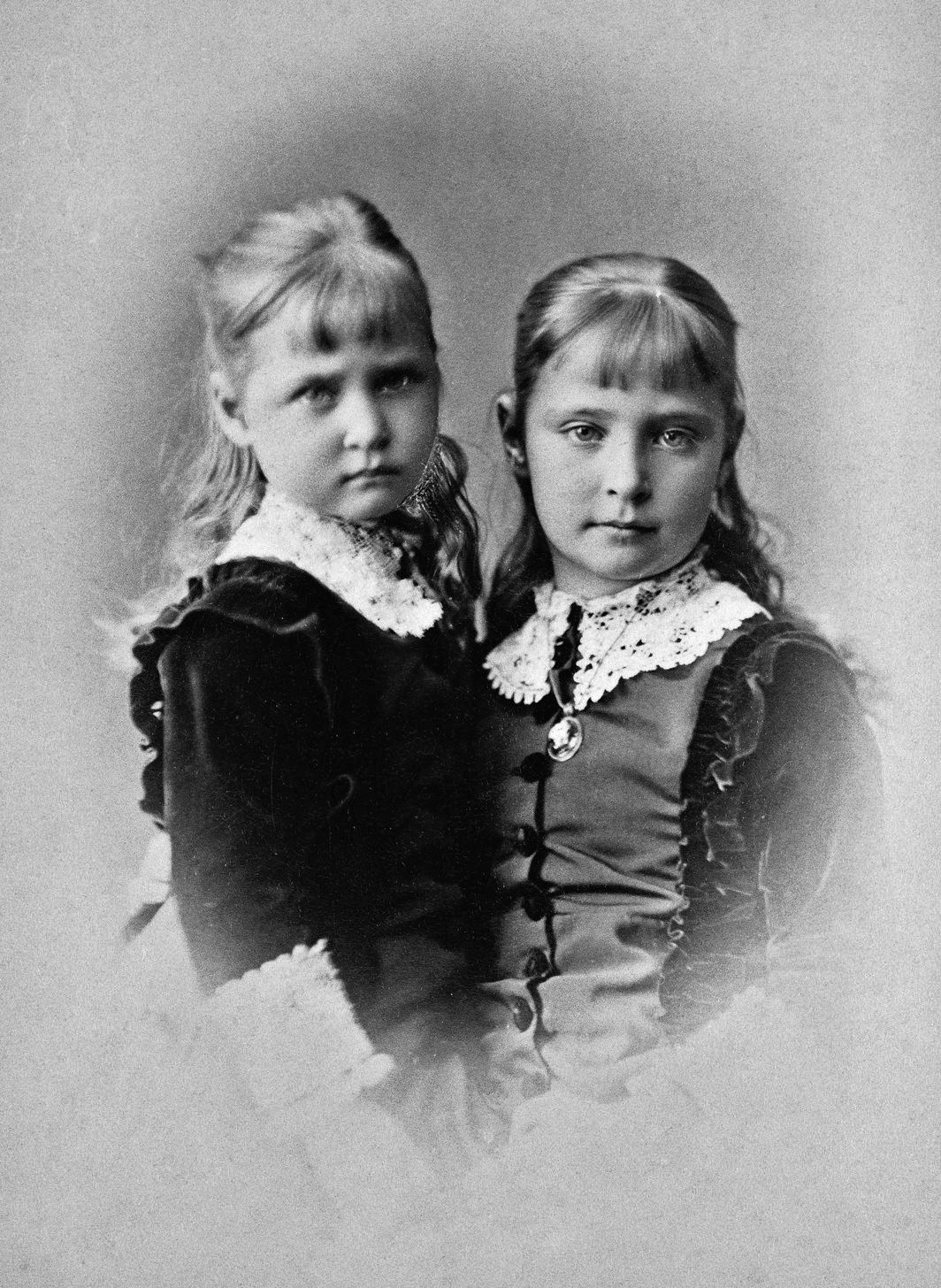
Marie và chị gái Alix của Hessen và Rhein năm 1878.

Khi được 7 tháng tuổi, Marie được Alice nhận xét là cô bé hay cười, có nhiều nét giống chị gái lớn Victoria và có ngoại hình tương phản với chị gái Alix:
| “ | My little May has such a cold, which lessens her usual smiles. She is a fine, strong child, more like what Victoria was, but marked eyebrows, with the fair hair and such speaking eyes. She and Aliky are a pretty contrast! | ” |

| “ | May bé nhỏ của con đang bị cảm lạnh, do đó con bé ít cười hơn thường ngày. Con bé là đứa trẻ khỏe khoắn, mạnh mẽ, rất giống với chị gái Victoria, nhưng có hàng chân mày sắc nét, mái tóc sáng màu và đôi mắt biết nói. Con bé và Aliky khá là trái ngược! | ” |

Marie được chị gái Alix yêu quý và rất gần gũi với Ernst, May và Aliky cùng thường chơi với nhau được nhận xét là "một cặp chị em nhỏ bé đáng yêu hiếm thấy." Trong một lần, Marie đã gọi mẹ là "mẹ yêu của con" và Alice cho rằng con gái rất "đáng yêu". Trong một bức thư gửi Nữ vương Victoria ngày 28 tháng 7 năm 1877, trong đó kèm một tấm ảnh chụp của các con, Alice đã nhận xét về May và chị gái Aliky như sau:
| “ | May has not such fat cheeks in reality ; still it is very dear. The two little girlies are so sweet, so dear, merry, and nice. I don't know which is dearest, they are both so captivating. | ” |

| “ | "May không có đôi má phúng phính; nhưng vẫn rất dễ thương. Hai đứa trẻ thật là ngọt ngào, đáng yêu, luôn vui vẻ và tốt bụng. Con không biết đứa nào đáng yêu hơn, vì cả hai đều thật tuyệt vời. | ” |

## Bệnh bạch hầu và qua đời

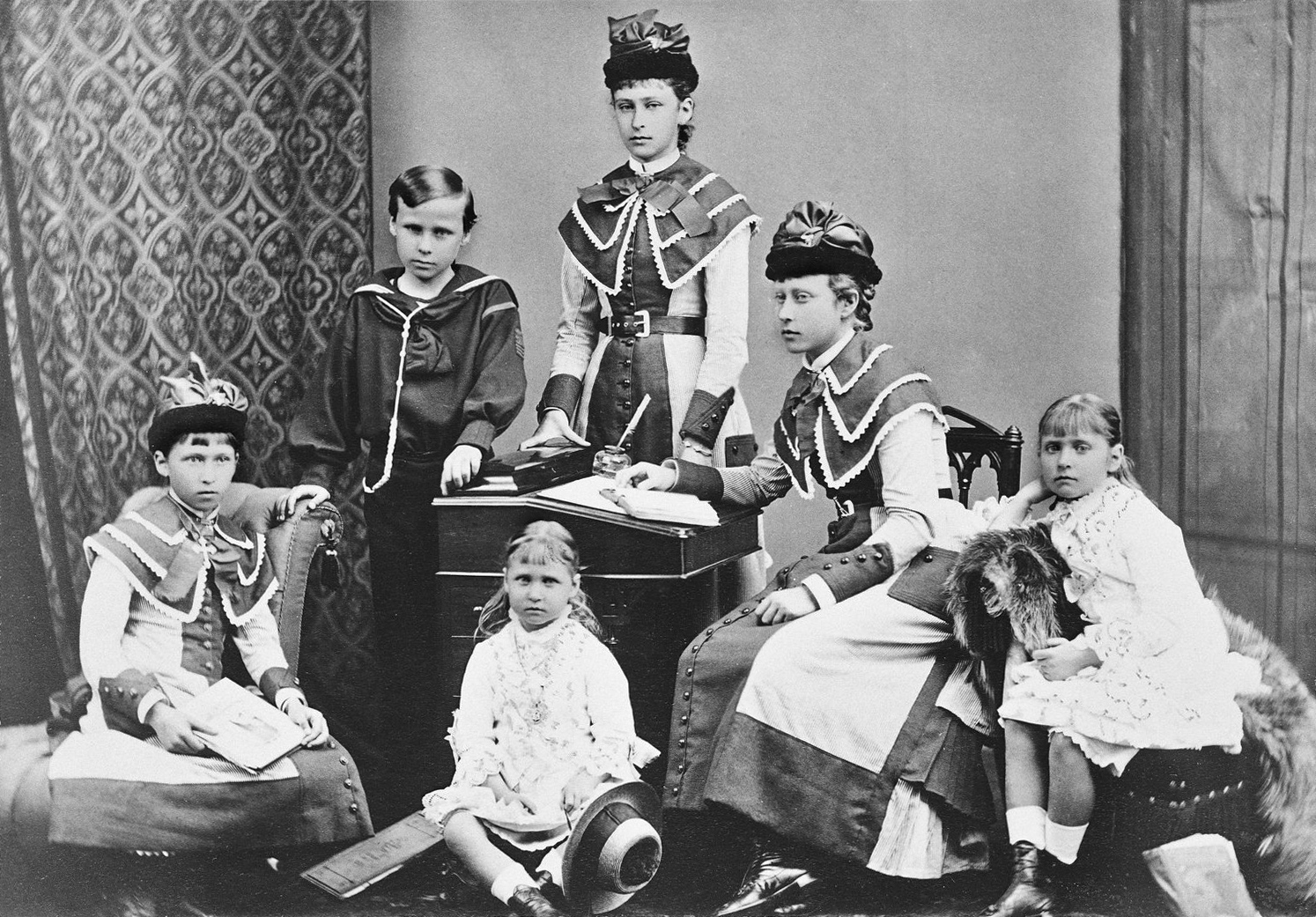
Anh chị em nhà Hessen. Ảnh chụp tháng 7 năm 1878. Từ trái qua phải: Irene, Ernst, Marie, Elisabeth, Victoria và Alix.

Cuối năm 1878, một loạt các biến cố kinh khủng ập đến gia đình Hessen. Ngày 5 tháng 11, khi Alice đã uống trà cùng Katherine Macbean, Đại Công nữ Victoria nói với mẹ rằng cổ của mình bị cứng lại. Ban đầu Alice nghĩ con gái có thể mắc quai bị và nhận xét rằng sẽ thật buồn cười nếu mọi người bị lây bệnh. Quý cô Macbean sau đó chơi piano và mọi người cùng nhau nhảy múa. Tối hôm đó, khi đọc sách Alice ở xứ sở thần tiên cho các em, Victoria cảm thấy cổ họng bị sưng tấy. Sáng ngày hôm sau, Victoria được chẩn đoán mắc bệnh bạch hầu, một căn bệnh nguy hiểm và có khả năng lây nhiễm rất cao. Ngày 11 tháng 11, ngay khi con gái lớn vừa qua giai đoạn nguy hiểm thì Alix lại phát bệnh. Trong cổ họng của Alix xuất hiện những mảng trắng, cho thấy Alix mắc bệnh ở dạng nguy hiểm nhất khi những mảng trắng đó có thể kết thành màng ngăn chặn hô hấp dẫn đến tử vong.
Buổi sáng ngày Alix phát bệnh, Marie đã chạy vào phòng của mẹ và hôn vào má của chị gái sau đó chơi đùa trên sàn nhà. Giữa trưa ngày hôm đó, Marie cũng phát bệnh và trong cổ họng cũng xuất hiện những đốm trắng. Ý nghĩ mất đi cô con gái bé bỏng Marie khiến Alice tuyệt vọng. Irene, Ernst và rồi Ludwig IV cũng lần lượt mắc bệnh, duy chỉ có Elisabeth là thoát được vì Alice đã gửi con gái đến nhà bà nội. Trước tình cảnh đó, Alice và đội ngũ y tế làm việc cật lực để chăm sóc cho gia đình. Ngoài ra, các Thánh Lễ cũng được cử hành để cầu nguyên cho gia đình Đại Công tước và Đại Công tước phu nhân. Trong bức thư gửi mẹ và em gái Beatrice, Alice đã viết rằng:
| “ | With a heart rung with pain and fear I write a few lines.... And my sweet little May so bad-so bad; will she get through it! My little one-my last! Oh it is agony!... Husband and four children between life and death... May God protect them and teach us to say "Thy Will be Done". This letter is only for you and Beatrice! Please don't have it copied. | ” |

| “ | Trái tim con đầy đau đớn và sợ hãi khi con viết lên những dòng này... Và May bé nhỏ ngọt ngào hiện đang rất tệ, liệu con bé có thể vượt qua! Ôi đứa con bé nhỏ của con- đứa con út của con! Ôi thật khốn khổ thay!... Khi chồng con lại đang ở giữa lằn ranh của sự sống và cái chết... Nguyện xin Đức Chúa bảo vệ họ và dây cho chúng con biết thưa rằng "Ý Cha Đã Thành". Lá thư này chỉ dành riêng cho mẹ và Beatrice! Xin đừng sao chép lá thư này. | ” |

Ngày 16 tháng 11 năm 1878, khi Alice đang nằm trên giường nghỉ, các bác sĩ chạy đến báo tin rằng một mảng trắng trong họng của Marie đã đi vào khí quản cũa Đại Công nữ. Alice nhanh chóng chạy đến chỗ con gái nhưng đã quá muộn: Marie đã qua đời do bị tắc nghẽn đường thở. Những gì Alice có thể làm là ngồi vào giường và hôn vào mặt và tay của con gái. Trong điện tín gửi mẹ, Đại Công tước phu nhân cảm thán rằng: "Nỗi đau này không thể diễn tả bằng lời, nhưng Ý Chúa đã được thực hiện!"
Vì chồng nên mắc bệnh nên Alice phải một mình lo liệu đám tang của con gái một cách bí mật. Với chiếc khăn tang trùm đầu màu trắng bằng vải crêpe, Đại Công tước phu nhân chậm rãi đi qua lối đi ở giữa các quý ông của triều đình và những người hầu ở cuối cầu thang, đi vào căn phòng đặt linh cữu của Marie. Linh cữu của Marie được phủ những bông hoa trắng, hai ngọn nến được thắp ở hai bên của quan tài và một cây cọ lớn được đặt ở đầu quan tài. Alice sau đó cầu nguyện trước linh cữu con gái, sau đó nắm chặt miếng vải satin của quan tài và hôn vào đó. Vì quá đau lòng nên Đại Công tước phu nhân chỉ dám nhìn linh cữu được đưa đi từ tầng trên thông qua một tấm gương. Chính Alice là người lên kế hoạch chi tiết nhất cho tang lễ của Marie. Trong bức thư gửi mẹ năm 1878, Alice bày tỏ nỗi lo lắng về con trai Ernst cũng như niềm tin tưởng rằng Marie đang ở trên thiên đường:
| “ | Our sweet May waits for us up there, and is not going through our agony, thank God! Her bright, happy, sunshiny existence has been a bright spot in our lives — but oh! How short! I don't touch on the anguish that fills me, for God in His mercy helps me, and it must be borne; but to-day, again, the fear and anxiety for Ernie is still greater. This is quite agonizing to me; how I pray that he may be spared to me! | ” |

| “ | May ngọt ngào của chúng con đã chờ đợi trên thiên đuòng, và không phải trải qua nỗi khốn khổ chúng con đang phải chịu, tạ ơn Chúa! Sự tồn tại tươi sáng, vui vẻ của con bé là dấu ấn tốt đẹp trong cuộc đời của chúng con — nhưng hỡi ôi! Sao thật mà ngắn ngủi! Con sẽ không đắm chìm vào nỗi sầu khổ đang ngập tràn trong con, vì Chúa với Lòng thương xót của Ngài sẽ nâng đỡ con, con tin chắc như vậy; nhưng hôm nay, một lần nữa, nỗi sợ hãi và lo lắng dành cho Ernie vẫn rất nhiều. Điều này làm con đau khổ; và con cầu nguyện rằng thằng bé sẽ qua cơn nguy kịch và ở bên con! | ” |

## Diễn biến sau đó

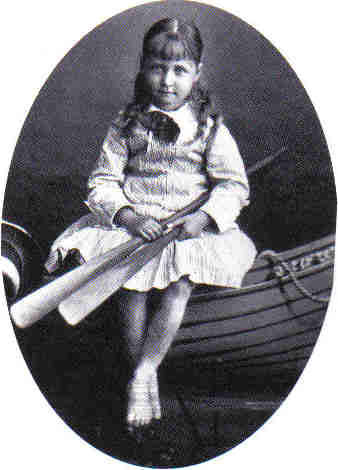
Marie tại Southampton vào mùa hè năm 1878.

Trong hai tuần tiếp theo, Đại Công tước phu nhân cố gắng giữ kín chuyện Marie qua đời với các con. Những đứa trẻ thường xuyên hỏi thăm về tình hình của em gái và gửi tặng cho Marie những quyển sách và đồ chơi. Cho đến tận đầu tháng 12, khi các con đã qua cơn nguy kịch, Alice mới kể cho các con nghe sự thật. Ernst đã bị sốc nặng, ban đầu không tin lời mẹ sau đó òa khóc. Trước tình cảnh đó, Alice bất chấp quy tắc cách ly mà ôm và hôn lấy con. Vào khoảnh khắc đó, căn bệnh đã lây sang Alice.
Tối ngày 7 tháng 12, Alice nhận ra bản thân mắc bệnh bạch hầu. Cảm thấy bản thân sắp không qua khỏi, Alice cố gắng dàn xếp mọi chuyện trong cơn sốt cao. Ngay khi nhận được tin về bệnh tình của con gái, Victoria của Anh đã gửi bác sĩ của mình là William Jenner đến Darmstadt nhưng Alice đã không còn ý chí sống. Khi tình hình trở nên tệ hơn, Alice bắt đầu nhìn thấy cảnh tượng về người cha quá cố Albrecht, con trai Friedrich và Marie đứng bên nhau và chào đón mình trên thiên đàng. 7 giờ 50 phút ngày 14 tháng 12 năm 1878, Alice qua đời, trùng với kỷ niệm 14 năm kể từ khi cha của Alice, Albrecht xứ Sachsen-Coburg và Gotha mất cũng như là sau 4 tuần kể từ khi Marie qua đời. Câu nói cuối cùng của Alice trước khi trút hơi thở cuối cùng là: "Từ thứ sáu đến thứ bảy — Bốn tuần — May — Cha thân yêu." Khi nghe tin về cái chết của Alice, Nữ vương Victoria đã viết rằng: "Ngày tệ hại ấy đã quay trở lại... một điều vô cùng khó tin và bí ẩn!" Alice được chôn cất bên cạnh Marie và một bức tượng diễn tả Alice đang bế con gái, điêu khắc bởi Joseph Boehm được đặt trên mộ Alice.

## Tước hiệu và kính xưng
24 tháng 5 năm 1874 – 13 tháng 6 năm 1877: Her Grand Ducal Highness Princess Maria of Hesse and Rhine (HGDH Đại Công tằng tôn nữ Marie của Hessen và Rhein)
13 tháng 6 năm 1877 – 16 tháng 11 năm 1878: Her Grand Ducal Highness Princess Maria of Hesse and Rhine (HGDH Đại Công nữ Marie của Hessen và Rhein)

## Gia phả
| \| \| \| \| \| \| \| \| \| \| \| \| \| \| \| \| \| \| \| \| 16. Ludwig I xứ Hessen và Rhein[43] \| \| \| \| \| \| \| \| \| \| \| \| \| \| \| \| \| \| \| \| \| \| \| \| \| \| \| \| \| \| \| \| \| \| \| \| \| \| \| \| \| \| \| \| \| \| \| \| \| \| \| \| \| \| 8. Ludwig II xứ Hessen và Rhein[44] \| \| \| \| \| \| \| \| \| \| \| \| \| \| \| \| \| \| \| \| \| \| \| \| \| \| \| \| \| \| \| \| \| \| \| \| \| \| \| \| \| \| \| \| \| \| \| \| \| \| \| \| \| \| 17. Luise Henriette Karoline xứ Hessen-Darmstadt[43] \| \| \| \| \| \| \| \| \| \| \| \| \| \| \| \| \| \| \| \| \| \| \| \| \| \| \| \| \| \| \| \| \| \| \| \| \| \| \| \| \| \| \| \| \| \| \| \| \| \| \| \| \| \| 4. Karl xứ Hessen và Rhein[45] \| \| \| \| \| \| \| \| \| \| \| \| \| \| \| \| \| \| \| \| \| \| \| \| \| \| \| \| \| \| \| \| \| \| \| \| \| \| \| \| \| \| \| \| \| \| \| \| \| \| \| \| \| \| 18. Karl Ludwig xứ Baden[46] \| \| \| \| \| \| \| \| \| \| \| \| \| \| \| \| \| \| \| \| \| \| \| \| \| \| \| \| \| \| \| \| \| \| \| \| \| \| \| \| \| \| \| \| \| \| \| \| \| \| \| \| \| \| 9. Wilhelmine xứ Baden[44] \| \| \| \| \| \| \| \| \| \| \| \| \| \| \| \| \| \| \| \| \| \| \| \| \| \| \| \| \| \| \| \| \| \| \| \| \| \| \| \| \| \| \| \| \| \| \| \| \| \| \| \| \| \| 19. Amalie xứ Hessen-Darmstadt[46] \| \| \| \| \| \| \| \| \| \| \| \| \| \| \| \| \| \| \| \| \| \| \| \| \| \| \| \| \| \| \| \| \| \| \| \| \| \| \| \| \| \| \| \| \| \| \| \| \| \| \| \| \| \| 2. Ludwig IV của Hessen và Rhein[47] \| \| \| \| \| \| \| \| \| \| \| \| \| \| \| \| \| \| \| \| \| \| \| \| \| \| \| \| \| \| \| \| \| \| \| \| \| \| \| \| \| \| \| \| \| \| \| \| \| \| \| \| \| \| 20. Friedrich Wilhelm II của Phổ[48] \| \| \| \| \| \| \| \| \| \| \| \| \| \| \| \| \| \| \| \| \| \| \| \| \| \| \| \| \| \| \| \| \| \| \| \| \| \| \| \| \| \| \| \| \| \| \| \| \| \| \| \| \| \| 10. Friedrich Wilhelm Karl của Phổ[49] \| \| \| \| \| \| \| \| \| \| \| \| \| \| \| \| \| \| \| \| \| \| \| \| \| \| \| \| \| \| \| \| \| \| \| \| \| \| \| \| \| \| \| \| \| \| \| \| \| \| \| \| \| \| 21. Friederike Luise xứ Hessen-Darmstadt[48] \| \| \| \| \| \| \| \| \| \| \| \| \| \| \| \| \| \| \| \| \| \| \| \| \| \| \| \| \| \| \| \| \| \| \| \| \| \| \| \| \| \| \| \| \| \| \| \| \| \| \| \| \| \| 5. Elisabeth của Phổ[45] \| \| \| \| \| \| \| \| \| \| \| \| \| \| \| \| \| \| \| \| \| \| \| \| \| \| \| \| \| \| \| \| \| \| \| \| \| \| \| \| \| \| \| \| \| \| \| \| \| \| \| \| \| \| 22. Friedrich V xứ Hessen-Homburg[50] \| \| \| \| \| \| \| \| \| \| \| \| \| \| \| \| \| \| \| \| \| \| \| \| \| \| \| \| \| \| \| \| \| \| \| \| \| \| \| \| \| \| \| \| \| \| \| \| \| \| \| \| \| \| 11. Maria Anna Amalie xứ Hessen-Homburg[49] \| \| \| \| \| \| \| \| \| \| \| \| \| \| \| \| \| \| \| \| \| \| \| \| \| \| \| \| \| \| \| \| \| \| \| \| \| \| \| \| \| \| \| \| \| \| \| \| \| \| \| \| \| \| 23. Karoline xứ Hessen-Darmstadt[50] \| \| \| \| \| \| \| \| \| \| \| \| \| \| \| \| \| \| \| \| \| \| \| \| \| \| \| \| \| \| \| \| \| \| \| \| \| \| \| \| \| \| \| \| \| \| \| \| \| \| \| \| \| \| 1. Marie của Hessen và Rhein \| \| \| \| \| \| \| \| \| \| \| \| \| \| \| \| \| \| \| \| \| \| \| \| \| \| \| \| \| \| \| \| \| \| \| \| \| \| \| \| \| \| \| \| \| \| \| \| \| \| \| \| \| \| 24. George III của Liên hiệp Anh[51] \| \| \| \| \| \| \| \| \| \| \| \| \| \| \| \| \| \| \| \| \| \| \| \| \| \| \| \| \| \| \| \| \| \| \| \| \| \| \| \| \| \| \| \| \| \| \| \| \| \| \| \| \| \| 12. Edward của Liên hiệp Anh[47] \| \| \| \| \| \| \| \| \| \| \| \| \| \| \| \| \| \| \| \| \| \| \| \| \| \| \| \| \| \| \| \| \| \| \| \| \| \| \| \| \| \| \| \| \| \| \| \| \| \| \| \| \| \| 25. Charlotte xứ Mecklenburg-Strelitz[51] \| \| \| \| \| \| \| \| \| \| \| \| \| \| \| \| \| \| \| \| \| \| \| \| \| \| \| \| \| \| \| \| \| \| \| \| \| \| \| \| \| \| \| \| \| \| \| \| \| \| \| \| \| \| 6. Victoria I của Liên hiệp Anh[47] \| \| \| \| \| \| \| \| \| \| \| \| \| \| \| \| \| \| \| \| \| \| \| \| \| \| \| \| \| \| \| \| \| \| \| \| \| \| \| \| \| \| \| \| \| \| \| \| \| \| \| \| \| \| 26. Franz I xứ Sachsen-Coburg-Saalfeld (= 28) [51] \| \| \| \| \| \| \| \| \| \| \| \| \| \| \| \| \| \| \| \| \| \| \| \| \| \| \| \| \| \| \| \| \| \| \| \| \| \| \| \| \| \| \| \| \| \| \| \| \| \| \| \| \| \| 13. Victoire xứ Sachsen-Coburg-Saalfeld[47] \| \| \| \| \| \| \| \| \| \| \| \| \| \| \| \| \| \| \| \| \| \| \| \| \| \| \| \| \| \| \| \| \| \| \| \| \| \| \| \| \| \| \| \| \| \| \| \| \| \| \| \| \| \| 27. Auguste Reuß xứ Ebersdorf (= 29)[51] \| \| \| \| \| \| \| \| \| \| \| \| \| \| \| \| \| \| \| \| \| \| \| \| \| \| \| \| \| \| \| \| \| \| \| \| \| \| \| \| \| \| \| \| \| \| \| \| \| \| \| \| \| \| 3. Alice của Liên hiệp Anh[47] \| \| \| \| \| \| \| \| \| \| \| \| \| \| \| \| \| \| \| \| \| \| \| \| \| \| \| \| \| \| \| \| \| \| \| \| \| \| \| \| \| \| \| \| \| \| \| \| \| \| \| \| \| \| 28. Franz I xứ Sachsen-Coburg-Saalfeld (= 26)[51] \| \| \| \| \| \| \| \| \| \| \| \| \| \| \| \| \| \| \| \| \| \| \| \| \| \| \| \| \| \| \| \| \| \| \| \| \| \| \| \| \| \| \| \| \| \| \| \| \| \| \| \| \| \| 14. Ernst I xứ Sachsen-Coburg và Gotha[47] \| \| \| \| \| \| \| \| \| \| \| \| \| \| \| \| \| \| \| \| \| \| \| \| \| \| \| \| \| \| \| \| \| \| \| \| \| \| \| \| \| \| \| \| \| \| \| \| \| \| \| \| \| \| 29. Auguste Reuß xứ Ebersdorf (= 27)[51] \| \| \| \| \| \| \| \| \| \| \| \| \| \| \| \| \| \| \| \| \| \| \| \| \| \| \| \| \| \| \| \| \| \| \| \| \| \| \| \| \| \| \| \| \| \| \| \| \| \| \| \| \| \| 7. Albrecht xứ Sachsen-Coburg và Gotha[47] \| \| \| \| \| \| \| \| \| \| \| \| \| \| \| \| \| \| \| \| \| \| \| \| \| \| \| \| \| \| \| \| \| \| \| \| \| \| \| \| \| \| \| \| \| \| \| \| \| \| \| \| \| \| 30. August I xứ Sachsen-Gotha-Altenburg[51] \| \| \| \| \| \| \| \| \| \| \| \| \| \| \| \| \| \| \| \| \| \| \| \| \| \| \| \| \| \| \| \| \| \| \| \| \| \| \| \| \| \| \| \| \| \| \| \| \| \| \| \| \| \| 15. Luise Pauline xứ Sachsen-Gotha-Altenburg[47] \| \| \| \| \| \| \| \| \| \| \| \| \| \| \| \| \| \| \| \| \| \| \| \| \| \| \| \| \| \| \| \| \| \| \| \| \| \| \| \| \| \| \| \| \| \| \| \| \| \| \| \| \| \| 31. Luise Charlotte xứ Mecklenburg-Schwerin[51] \| \| \| \| \| \| \| \| \| \| \| \| \| \| \| \| \| \| \| \| \| \| \| \| \| \| \| \| \| \| \| \| \| \| \| \| \| \| \| \| \| \| \| \| \| \| \| \| \| \| \| \| |                                                  |  |  |  |  |  |  |  |  |  |  |  |  |  |  |  |
| |                                                  |  |  |  |  |  |  |  |  |  |  |  |  |  |  |  |
| | 16. Ludwig I xứ Hessen và Rhein                  |  |  |  |  |  |  |  |  |  |  |  |  |  |  |  |
| |                                                  |  |  |  |  |  |  |  |  |  |  |  |  |  |  |  |
| |                                                  |  |  |  |  |  |  |  |  |  |  |  |  |  |  |  |
| | 8. Ludwig II xứ Hessen và Rhein                  |  |  |  |  |  |  |  |  |  |  |  |  |  |  |  |
| |                                                  |  |  |  |  |  |  |  |  |  |  |  |  |  |  |  |
| |                                                  |  |  |  |  |  |  |  |  |  |  |  |  |  |  |  |
| | 17. Luise Henriette Karoline xứ Hessen-Darmstadt |  |  |  |  |  |  |  |  |  |  |  |  |  |  |  |
| |                                                  |  |  |  |  |  |  |  |  |  |  |  |  |  |  |  |
| |                                                  |  |  |  |  |  |  |  |  |  |  |  |  |  |  |  |
| | 4. Karl xứ Hessen và Rhein                       |  |  |  |  |  |  |  |  |  |  |  |  |  |  |  |
| |                                                  |  |  |  |  |  |  |  |  |  |  |  |  |  |  |  |
| |                                                  |  |  |  |  |  |  |  |  |  |  |  |  |  |  |  |
| | 18. Karl Ludwig xứ Baden                         |  |  |  |  |  |  |  |  |  |  |  |  |  |  |  |
| |                                                  |  |  |  |  |  |  |  |  |  |  |  |  |  |  |  |
| |                                                  |  |  |  |  |  |  |  |  |  |  |  |  |  |  |  |
| | 9. Wilhelmine xứ Baden                           |  |  |  |  |  |  |  |  |  |  |  |  |  |  |  |
| |                                                  |  |  |  |  |  |  |  |  |  |  |  |  |  |  |  |
| |                                                  |  |  |  |  |  |  |  |  |  |  |  |  |  |  |  |
| | 19. Amalie xứ Hessen-Darmstadt                   |  |  |  |  |  |  |  |  |  |  |  |  |  |  |  |
| |                                                  |  |  |  |  |  |  |  |  |  |  |  |  |  |  |  |
| |                                                  |  |  |  |  |  |  |  |  |  |  |  |  |  |  |  |
| | 2. Ludwig IV của Hessen và Rhein                 |  |  |  |  |  |  |  |  |  |  |  |  |  |  |  |
| |                                                  |  |  |  |  |  |  |  |  |  |  |  |  |  |  |  |
| |                                                  |  |  |  |  |  |  |  |  |  |  |  |  |  |  |  |
| | 20. Friedrich Wilhelm II của Phổ                 |  |  |  |  |  |  |  |  |  |  |  |  |  |  |  |
| |                                                  |  |  |  |  |  |  |  |  |  |  |  |  |  |  |  |
| |                                                  |  |  |  |  |  |  |  |  |  |  |  |  |  |  |  |
| | 10. Friedrich Wilhelm Karl của Phổ               |  |  |  |  |  |  |  |  |  |  |  |  |  |  |  |
| |                                                  |  |  |  |  |  |  |  |  |  |  |  |  |  |  |  |
| |                                                  |  |  |  |  |  |  |  |  |  |  |  |  |  |  |  |
| | 21. Friederike Luise xứ Hessen-Darmstadt         |  |  |  |  |  |  |  |  |  |  |  |  |  |  |  |
| |                                                  |  |  |  |  |  |  |  |  |  |  |  |  |  |  |  |
| |                                                  |  |  |  |  |  |  |  |  |  |  |  |  |  |  |  |
| | 5. Elisabeth của Phổ                             |  |  |  |  |  |  |  |  |  |  |  |  |  |  |  |
| |                                                  |  |  |  |  |  |  |  |  |  |  |  |  |  |  |  |
| |                                                  |  |  |  |  |  |  |  |  |  |  |  |  |  |  |  |
| | 22. Friedrich V xứ Hessen-Homburg                |  |  |  |  |  |  |  |  |  |  |  |  |  |  |  |
| |                                                  |  |  |  |  |  |  |  |  |  |  |  |  |  |  |  |
| |                                                  |  |  |  |  |  |  |  |  |  |  |  |  |  |  |  |
| | 11. Maria Anna Amalie xứ Hessen-Homburg          |  |  |  |  |  |  |  |  |  |  |  |  |  |  |  |
| |                                                  |  |  |  |  |  |  |  |  |  |  |  |  |  |  |  |
| |                                                  |  |  |  |  |  |  |  |  |  |  |  |  |  |  |  |
| | 23. Karoline xứ Hessen-Darmstadt                 |  |  |  |  |  |  |  |  |  |  |  |  |  |  |  |
| |                                                  |  |  |  |  |  |  |  |  |  |  |  |  |  |  |  |
| |                                                  |  |  |  |  |  |  |  |  |  |  |  |  |  |  |  |
| | 1. Marie của Hessen và Rhein                     |  |  |  |  |  |  |  |  |  |  |  |  |  |  |  |
| |                                                  |  |  |  |  |  |  |  |  |  |  |  |  |  |  |  |
| |                                                  |  |  |  |  |  |  |  |  |  |  |  |  |  |  |  |
| | 24. George III của Liên hiệp Anh                 |  |  |  |  |  |  |  |  |  |  |  |  |  |  |  |
| |                                                  |  |  |  |  |  |  |  |  |  |  |  |  |  |  |  |
| |                                                  |  |  |  |  |  |  |  |  |  |  |  |  |  |  |  |
| | 12. Edward của Liên hiệp Anh                     |  |  |  |  |  |  |  |  |  |  |  |  |  |  |  |
| |                                                  |  |  |  |  |  |  |  |  |  |  |  |  |  |  |  |
| |                                                  |  |  |  |  |  |  |  |  |  |  |  |  |  |  |  |
| | 25. Charlotte xứ Mecklenburg-Strelitz            |  |  |  |  |  |  |  |  |  |  |  |  |  |  |  |
| |                                                  |  |  |  |  |  |  |  |  |  |  |  |  |  |  |  |
| |                                                  |  |  |  |  |  |  |  |  |  |  |  |  |  |  |  |
| | 6. Victoria I của Liên hiệp Anh                  |  |  |  |  |  |  |  |  |  |  |  |  |  |  |  |
| |                                                  |  |  |  |  |  |  |  |  |  |  |  |  |  |  |  |
| |                                                  |  |  |  |  |  |  |  |  |  |  |  |  |  |  |  |
| | 26. Franz I xứ Sachsen-Coburg-Saalfeld (= 28)    |  |  |  |  |  |  |  |  |  |  |  |  |  |  |  |
| |                                                  |  |  |  |  |  |  |  |  |  |  |  |  |  |  |  |
| |                                                  |  |  |  |  |  |  |  |  |  |  |  |  |  |  |  |
| | 13. Victoire xứ Sachsen-Coburg-Saalfeld          |  |  |  |  |  |  |  |  |  |  |  |  |  |  |  |
| |                                                  |  |  |  |  |  |  |  |  |  |  |  |  |  |  |  |
| |                                                  |  |  |  |  |  |  |  |  |  |  |  |  |  |  |  |
| | 27. Auguste Reuß xứ Ebersdorf (= 29)             |  |  |  |  |  |  |  |  |  |  |  |  |  |  |  |
| |                                                  |  |  |  |  |  |  |  |  |  |  |  |  |  |  |  |
| |                                                  |  |  |  |  |  |  |  |  |  |  |  |  |  |  |  |
| | 3. Alice của Liên hiệp Anh                       |  |  |  |  |  |  |  |  |  |  |  |  |  |  |  |
| |                                                  |  |  |  |  |  |  |  |  |  |  |  |  |  |  |  |
| |                                                  |  |  |  |  |  |  |  |  |  |  |  |  |  |  |  |
| | 28. Franz I xứ Sachsen-Coburg-Saalfeld (= 26)    |  |  |  |  |  |  |  |  |  |  |  |  |  |  |  |
| |                                                  |  |  |  |  |  |  |  |  |  |  |  |  |  |  |  |
| |                                                  |  |  |  |  |  |  |  |  |  |  |  |  |  |  |  |
| | 14. Ernst I xứ Sachsen-Coburg và Gotha           |  |  |  |  |  |  |  |  |  |  |  |  |  |  |  |
| |                                                  |  |  |  |  |  |  |  |  |  |  |  |  |  |  |  |
| |                                                  |  |  |  |  |  |  |  |  |  |  |  |  |  |  |  |
| | 29. Auguste Reuß xứ Ebersdorf (= 27)             |  |  |  |  |  |  |  |  |  |  |  |  |  |  |  |
| |                                                  |  |  |  |  |  |  |  |  |  |  |  |  |  |  |  |
| |                                                  |  |  |  |  |  |  |  |  |  |  |  |  |  |  |  |
| | 7. Albrecht xứ Sachsen-Coburg và Gotha           |  |  |  |  |  |  |  |  |  |  |  |  |  |  |  |
| |                                                  |  |  |  |  |  |  |  |  |  |  |  |  |  |  |  |
| |                                                  |  |  |  |  |  |  |  |  |  |  |  |  |  |  |  |
| | 30. August I xứ Sachsen-Gotha-Altenburg          |  |  |  |  |  |  |  |  |  |  |  |  |  |  |  |
| |                                                  |  |  |  |  |  |  |  |  |  |  |  |  |  |  |  |
| |                                                  |  |  |  |  |  |  |  |  |  |  |  |  |  |  |  |
| | 15. Luise Pauline xứ Sachsen-Gotha-Altenburg     |  |  |  |  |  |  |  |  |  |  |  |  |  |  |  |
| |                                                  |  |  |  |  |  |  |  |  |  |  |  |  |  |  |  |
| |                                                  |  |  |  |  |  |  |  |  |  |  |  |  |  |  |  |
| | 31. Luise Charlotte xứ Mecklenburg-Schwerin      |  |  |  |  |  |  |  |  |  |  |  |  |  |  |  |
| |                                                  |  |  |  |  |  |  |  |  |  |  |  |  |  |  |  |
| |                                                  |  |  |  |  |  |  |  |  |  |  |  |  |  |  |  |